# Bácsalmási járás
A Bácsalmási járás Bács-Kiskun vármegyéhez tartozó járás Magyarországon, amely 2013-ban jött létre. Székhelye Bácsalmás. Területe 522,54 km², népessége 19 983 fő, népsűrűsége pedig 38 fő/km² volt 2013 elején. 2013. július 15-én egy város (Bácsalmás) és kilenc község tartozott hozzá. Területfejlesztési szempontból a települések a Bácsalmási és a Bajai kistérséghez tartoznak.
A Bácsalmási járás a járások 1983-as megszüntetése előtt is létezett, 1950 előtt Bács-Bodrog vármegyéhez, azután pedig Bács-Kiskun megyéhez tartozott, és 1962. március 31-én szűnt meg.

## Települései
A települések 2013. évi adatait az alábbi táblázat tartalmazza. (A népesség és a terület az év elejére, a többi adat 2013. július 15-ére vonatkozik.)
A járás tíz települési önkormányzata közül kettő működtet önálló hivatalt, a többi nyolc pedig három közös önkormányzati hivatalhoz tartozik.
| Település  | Jogállás            | Közös hivatal | Kistérség  | Népesség | Terület (km²) |
| ---------- | ------------------- | ------------- | ---------- | -------- | ------------- |
| Bácsalmás  | járásszékhely város | Bácsalmás     | Bácsalmási | 6 811    | 108,32        |
| Bácsbokod  | nagyközség          |               | Bajai      | 2 656    | 63,93         |
| Bácsborsód | község              | Katymár       | Bajai      | 1 179    | 77,52         |
| Bácsszőlős | község              | Bácsalmás     | Bácsalmási | 349      | 38,83         |
| Csikéria   | község              | Bácsalmás     | Bácsalmási | 868      | 25,81         |
| Katymár    | község              | Katymár       | Bácsalmási | 1 951    | 71,08         |
| Kunbaja    | község              | Kunbaja       | Bácsalmási | 1 562    | 33,72         |
| Madaras    | község              |               | Bácsalmási | 2 903    | 49,3          |
| Mátételke  | község              | Bácsalmás     | Bácsalmási | 476      | 27,93         |
| Tataháza   | község              | Kunbaja       | Bácsalmási | 1 228    | 26,1          |

## Története
A Bácsalmási járás az 1950-es megyerendezésig Bács-Bodrog vármegyéhez, azután Bács-Kiskun megyéhez tartozott, és 1962. március 31-én szűnt meg, amikor területét felosztották a Bajai és a Kiskunhalasi járás között.